# Joëlle Milquet
Joëlle F.G.M. Milquet, född 17 februari 1961 i Charleroi, är en belgisk politiker och sedan 1999 partiledare för Centre démocrate humaniste (före 2002 Kristliga-sociala partiet, PSC).